# 德普雷開局
德普雷開局是國際象棋開局非正規開局的一種，走法為：
1. h4